# Diagnostikum

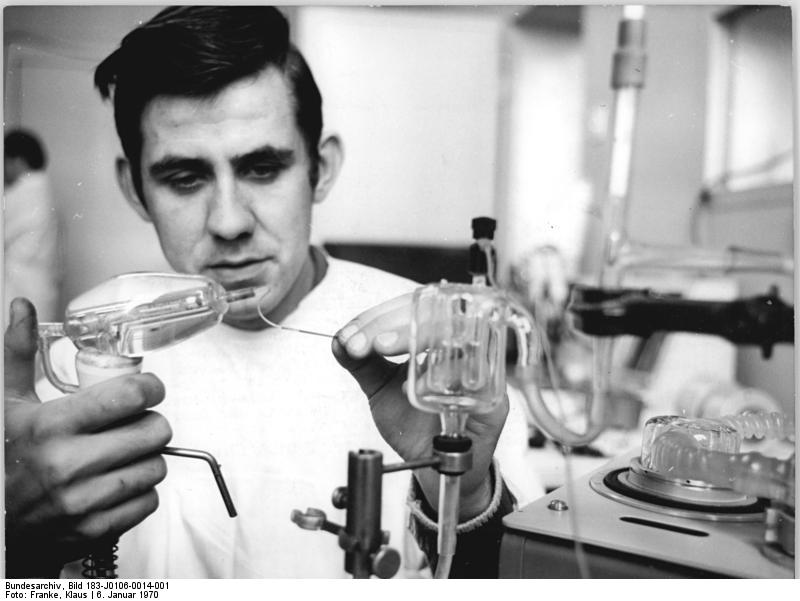
Messung des pH-Werts des Blutes im Rahmen einer Blutanalyse

Der Begriff Diagnostikum (Synonym Erkennungsmerkmal) wird insbesondere auch in der Medizin im Rahmen der Erkennung und Unterscheidung von Krankheiten verwendet (Diagnostik). Dabei bezeichnet er entweder ein direktes Erkennungsmerkmal, oder aber ein Hilfsmittel (z. B. chemische Substanz oder bildgebendes Untersuchungsverfahren), das mit dem Ziel eingesetzt wird, ein solches hervorzubringen. Der Begriff wird auch in der Pädagogik im Rahmen individueller Lernstandsanalysen und in der Psychologie analog angewendet.
Bücher, die mit diesem Begriff im Titel aufgelegt wurden, verstehen sich als Hilfsmittel zur Findung einer Diagnose und enthalten die Darstellung entsprechender Vorgehensweisen (Befunderhebung und Interpretation).
Grundsätzlich kann man zwischen „In-vivo-“ und „In-vitro-Diagnostika“ unterscheiden.
Das Medizinproduktegesetz definiert als „In-vitro-Diagnostika“ Hilfsmittel, die geeignet sind, aus dem menschlichen Körper entnommene Proben zu untersuchen. Dazu gehören Reagenz, Reagenzprodukt, Abgleichungs- und Kalibriermaterial, Probenbehältnisse, Kontrollmaterial, Kit, Instrument, Apparat, Gerät oder System. Als typische Beispiele seien Atemtest (Alkoholtest und Untersuchung des Magen-Darm-Trakts) und Drogen-(schnell)tests (Blutanalyse, Urinkontrolle, Speicheltest, Haaranalyse, Nageluntersuchungen und Wischtest, d. h. der Schweiß wird untersucht) genannt. Typische Beispiele für In-vivo-Diagnostika sind bildgebende Verfahren.